# 国鉄T16形コンテナ
国鉄T16形コンテナ（こくてつT16がたコンテナ）は、日本国有鉄道（国鉄）が1968年（昭和43年）から製造した、鉄道輸送用12 ftタンクコンテナである。

## 概要
1968年（昭和43年）度に鉱物油専用クレーン取り扱い可能タンクコンテナとして富士重工業にて5個が製作された。1970年（昭和45年）には同社で2個が追加製作された。
タンク体は、厚さ3.2 mmの普通鋼（一般構造用圧延鋼材）製で厚さ80 mmのグラスウール断熱材で覆われておりキセ（外板）をその上に装着した。また内部には、ステンレス鋼製の蒸気加熱菅を装備した。荷役方式は、タンク上部のマンホール蓋にある液入口からの上入れ、鏡板下部の液出弁を用いた下出し方式である。寸法関係は全長3,240 mm、全幅2,300 mm、全高2,350 mm、荷重5 t、自重1.5 t、容積5.1 m3である。
1985年（昭和60年）度に最後まで使用された5個が廃止され形式消滅した。